# トーマス・ヒル・グリーン
トーマス・ヒル・グリーン（Thomas Hill Green、1836年4月7日 - 1882年3月15日）は、イギリスの哲学者。

## 経歴
1836年にイングランドのヨークシャーで生まれ、ラグビー校を経てオックスフォード大学のベリオール・カレッジで学ぶ。1850年にフェローとなり、当初は学生指導員として、後に道徳哲学のホワイト教授として教育に携わることになる。
哲学の研究においては『倫理学序説』(Prolegomena to Ethics)と『政治的義務の原理についての講義』(Lectures on the Principles of Political Obligation)などの業績があるが、生前に刊行されることはなかった。しかし、グリーンはT・H・グロウスと共にグリーン・グロウス版と呼ばれるデイヴィッド・ヒュームの全集を編んだことで知られており、その序論でグリーンは観念論の立場からヒュームを批判している。研究だけでなく自由主義者として政治活動にも関与し、その関心は倫理学だけでなく、政治哲学や教育哲学にも及んだ。1882年、病気により死去。45歳であった。

## 思想

### 哲学思想
イギリス理想主義のリーダーとして知られ、イマヌエル・カントとヘーゲルの影響を受けた。グリーンの唱えた人格主義は個々人の人格の陶冶、自己実現を説くものであるが、彼がその背後に神の存在を想定していたことは疑いえない。彼の真意は神を前提とした人格主義なのか、そうでないのか、その解釈を巡り研究者間で論争がある。グリーンは理想主義 (アイディアリズム)、人格主義をもとに、イギリス伝統の経験論、功利主義を批判した。そして、フランシス・ハーバート・ブラッドリーやバーナード・ボザンケなどの同調思想家を生み出し、イギリス理想主義の隆盛を生み出すのである。

### 政治思想
また自由を、放任されることによってではなく自己実現によって規定することで、公共性や社会政策と自由主義とを統一的に理論付け、当時の自由党に対して自由放任主義の放棄を主張し、現在の自己決定と公正を重視する「リベラル」な思想への自由主義の変化の源泉の一つとなった。こうしてグリーンは単に哲学者であるだけでなく、社会思想、政治思想においても影響力を発揮するのである。彼のこの面での活躍はレオナルド・ホブハウスの新自由主義やシドニー・ウェッブのフェビアン主義につながっていく。

## 主要業績
- Prolegomena to ethics. with introduction by David O. Brink. Oxford: Clarendon Press, (1883)2003.
  - 西晋一郎訳『グリーン氏倫理学』金港堂、1902年
- Lectures on the principles of political obligation. London: Longmans, 1960.

またグリーンの業績をまとめた文献として次のようなものが参照できる。
- Works of Thomas Hill Green. vol.1-3. ed. R. L. Nettleship. Tokyo: Minoru Shobo, 1968.

## 影響受けた日本人思想家
- 中島力造『グリーン氏倫理学』1883年
- 西田幾多郎「グリーン氏倫理学の大意」1894年
- 綱島梁川「道徳的理想論」1895年
- 高山樗牛「道徳の理想を論ず」1895年
- 西晋一郎『グリーン氏倫理学序論』1900年
- 河合栄治郎『トーマス・ヒル・グリーンの思想体系』1930年